# Ján Smolec
Ján Smolec (* 12. června 1932) je slovenský novinář, po sametové revoluci politik za HZDS, československý poslanec Sněmovny národů Federálního shromáždění a v 90. letech poslanec Národní rady SR.

## Biografie
V 60. letech byl novinářem a členem Komunistické strany Slovenska. Absolvoval Vysokou stranickou školu. V roce 1968 patřil k reformnímu křídlu komunistické strany. Po invazi vojsk Varšavské smlouvy do Československa ho Ústřední výbor Komunistické strany Československa zařadil na seznam „představitelů a exponentů pravice“. V té době je uváděn jako redaktor listu Smena z Bratislavy.
Po sametové revoluci se vrátil k novinářské profesi. V roce 1992 se uvádí jako předseda Sdružení slovenských novinářů. Ve volbách roku 1992 byl za HZDS zvolen do slovenské části Sněmovny národů. Ve Federálním shromáždění setrval do zániku Československa v prosinci 1992. Uvádí se bytem Pohronská Polhora. V slovenských parlamentních volbách roku 1994 byl zvolen do Národní rady SR za HZDS. V 90. letech mu byl udělen Řád Andreje Hlinky. Do roku 1996 zastával funkci šéfredaktora provládního listu Slovenská republika. Byl tehdy obhájcem politiky HZDS. V roce 1996 se objevily spekulace, že se má stát velvyslancem Slovenska v Itálii. Smolec to popřel.